# Casa Pau Ramon
La casa Pau Ramon era un edifici situat als carrers de Sant Pau, 81 i de Sant Oleguer,2 del barri del Raval de Barcelona, actualment desaparegut.

## Història i descripció
El 1792, el fabricant d'indianes Pau Ramon va adquirir en emfiteusi al xocolater Tomàs Puig una parcel·la al costat de la seva fàbrica, on l'any següent va fer construir un edifici de planta baixa i tres pisos. El 1819, el seu fill Jacint va demanar permís a transformar en balcons dues finestres del segon pis, segons el projecte del mestre de cases Jeroni Pedrerol.
El 1825 es va anunciar la subhasta de la propietat, adquirida per Pere Kettinger, que el 1826 i el 1828 va demanar permís per a reformar-ne la façana. Posteriorment, va passar a les mans del fabricant tèxtil Eusebi Serra i Clarós, que el 1878 havia constituït la societat Serra i Bertrand amb el seu gendre Manuel Bertrand.
Finalment, va ser enderrocat cap al 1992 per l'execució del PERI del Raval, sense cap mirament per les pintures que hostatjava.

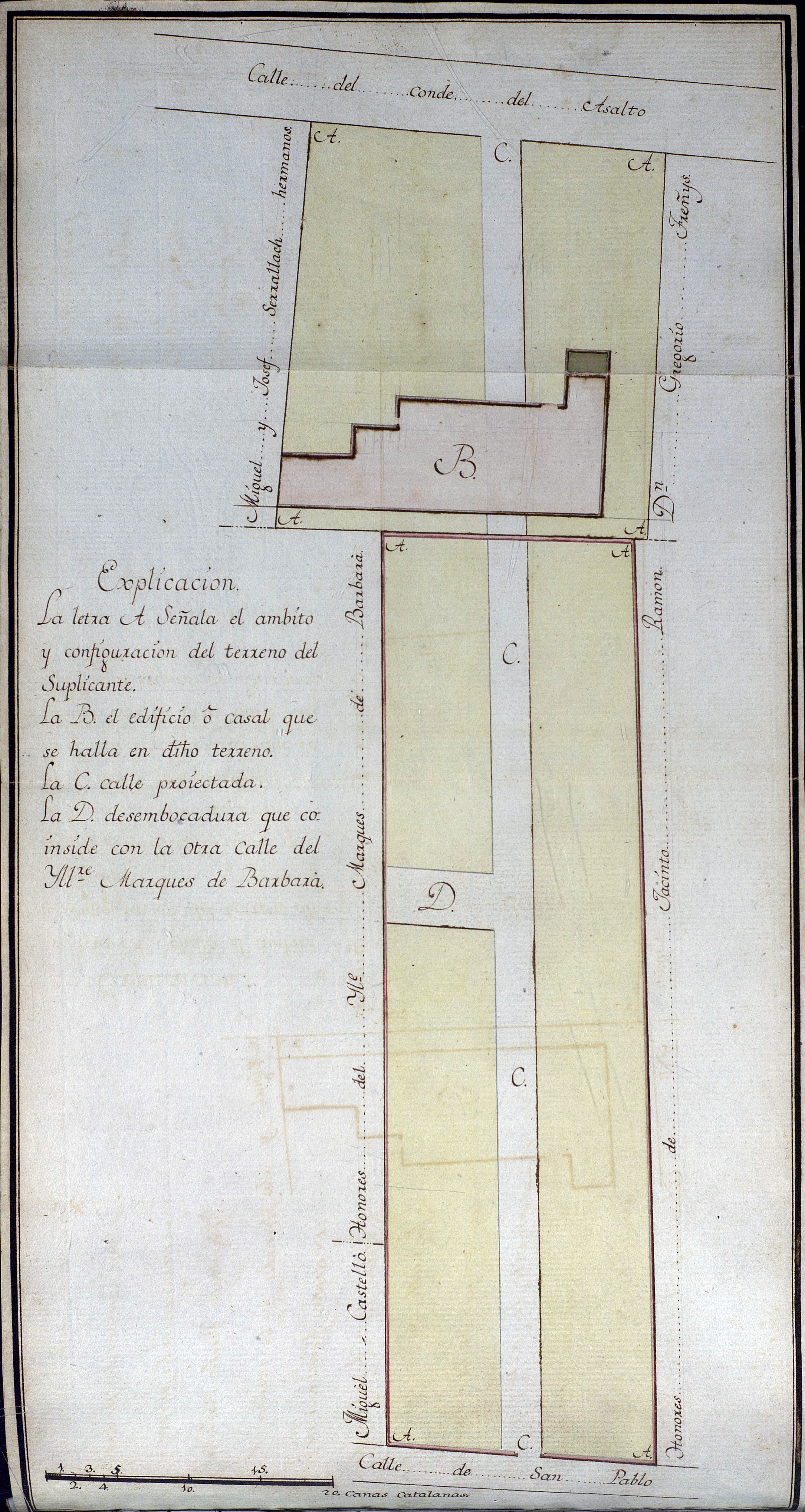
Projecte d'obertura del carrer de Sant Oleguer. La lletra B correspon a la fàbrica d'indianes de Gregori French

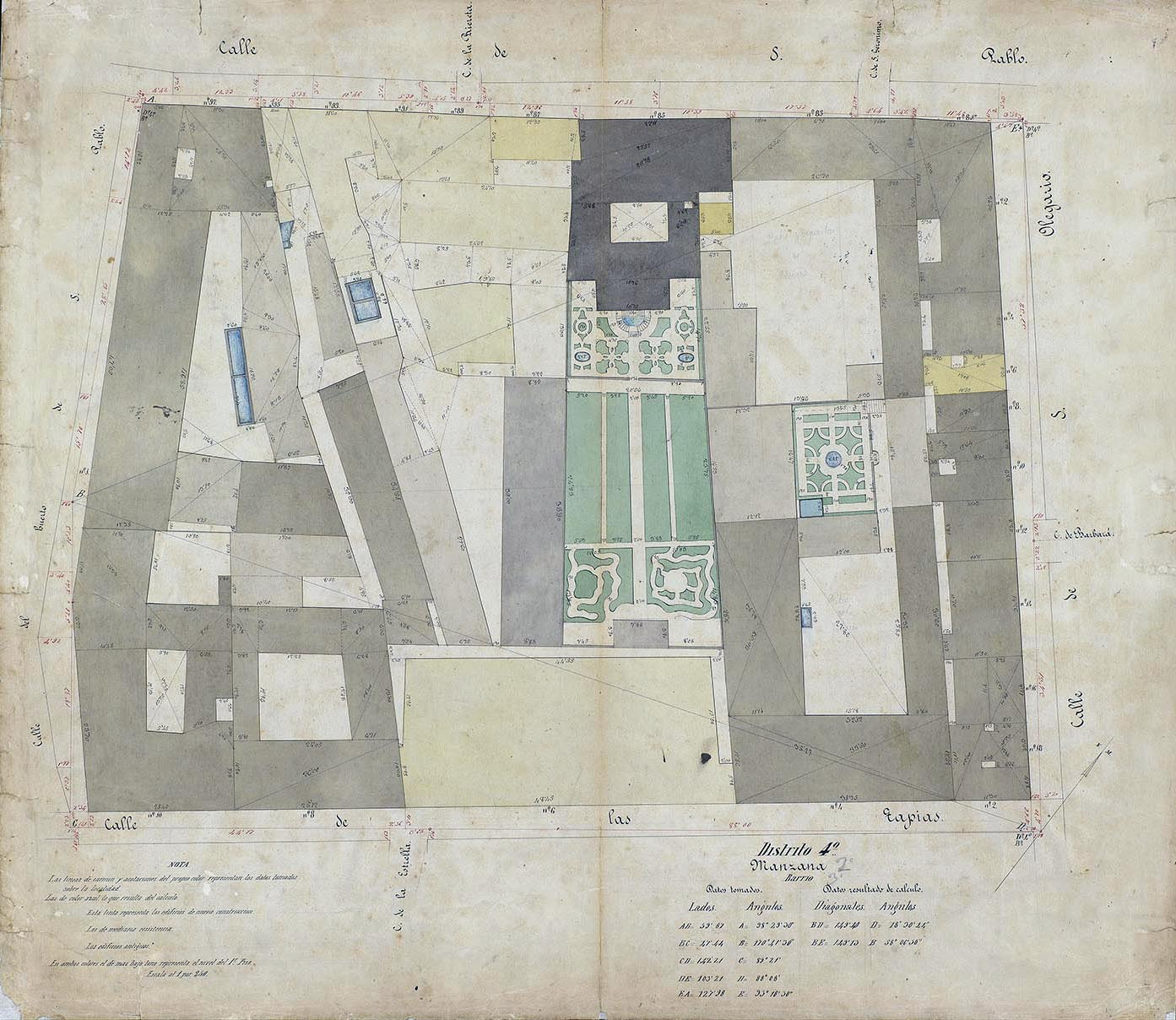
Quarteró núm. 89 de Garriga i Roca (c. 1860)

### Pintures de Pere Pau Muntanya
La casa tenia un saló decorat amb pintures al·lusives a l’expedició dels almogàvers a Orient, obra del pintor Pere Pau Muntanya, acompanyades per versos catalans en octaves reials, atribuïts a l'escolapi Jaume Vada, membre de l'Acadèmia de Bones Lletres.
Actualment es conserva al Palau Reial de Pedralbes un conjunt de vuit plafons sobre la vida de la Verge Maria (Naixement, Presentació al Temple, Esposoris, Adoració dels pastors, Circumcisió, Presentació de Jesús al Temple, Fugida a Egipte, i una sobreporta amb àngels), provinents d'un saló d'aquesta casa (confosa per la historiografia amb la casa Vedruna) i atribuïts per Francesc M. Quílez a Pere Pau Muntanya. Segons aquest autor, Raimon Casellas els pogué veure in situ cap al 1898, i el 1902, l'escultor Josep Reynés en va fer donació a l'antiga Junta Municipal de Museus i Belles Arts.
Tanmateix, el mateix Casellas les atribuí a Joseph Flaugier, opinió compartida per Alfons Maseras i Santiago Alcolea i Gil.